# Comendador Gomes
Comendador Gomes es un municipio brasileño del estado de Minas Gerais. Su población estimada en 2004 era de 2779 habitantes.
- Fundación: 1948
- CEP: 38250-000